# Catedral de la Inmaculada Concepción (Salónica)
La Catedral de la Inmaculada Concepción o simplemente Catedral católica de Salónica (en griego: Καθεδρικό Ναό του Ευαγγελισμού της Θεοτόκου της Παναγίας) es el nombre que recibe un edificio religioso que está afiliado a la Iglesia Católica y se encuentra en la calle Fragón de la ciudad de Salónica, en el norte del país europeo de Grecia.
El templo sigue el rito romano o latino y funciona como la Iglesia principal del vicariato apostólico de Tesalónica (Vicariatus Apostolicus Thessalonicensis o Αποστολικό Βικαριάτο Θεσσαλονίκης que fue creada en 1926 por el papa Pío XI mediante el breve apostólico "In sublimi Principis". 
La estructura fue terminado en 1902. La misas se celebran en griego y en inglés. Los domingos a las 8:00 a. m. y 10:00 a. m. se ofrecen en griego, y a las 7:00 en Inglés.